# Dekanat zbąszyński
Dekanat zbąszyński – jeden z 43 dekanatów archidiecezji poznańskiej, który składa się z siedmiu parafii i jednego ośrodka duszpasterskiego:
- ośrodek duszpasterski pw. Matki Boskiej Częstochowskiej w Borui pod opieką parafii w Tuchorzy
- parafia pw. św. Piotra w Okowach (Chobienice),
- parafia pw. Najświętszej Maryi Panny Wniebowziętej (Kopanica),
- parafia pw. św. Wawrzyńca (Łomnica - Chrośnica),
- parafia pw. św. Michała Archanioła (Siedlec),
- parafia pw. Świętej Trójcy (Tuchorza),
- parafia pw. św. Kazimierza (Zakrzewo),
- parafia Najświętszej Marii Panny Wniebowziętej w Zbąszyniu

Dekanat sąsiaduje z dekanatami: 
- lwówecki,
- grodziski,
- wolsztyński,
- dekanaty diecezji zielonogórsko-gorzowskiej.

Administracyjnie dekanat leży na terenie gminy Siedlec oraz gminy Zbąszyń.